# تایرا نو کونیکا
تایرا نو کونیکا (به ژاپنی: 平国香); (مرگ ۹۳۵ میلادی) یک سامورایی، پسر ارشد تایرا نو تاکاموچی در دوره هی‌آن در ژاپن بود. پدر وی پس از شینسکی کوکا (جدا شدن از خاندان امپراتور و نزول نام)، سر خاندان یکی از چهار شاخه خاندان تایرا بنام «کانموتایرا» شد. تایرا نو کونیکا با دختر میناموتو نو مامورو از ولایت هیتاچی ازدواج کرد. خاندان وی در سه ولایت ولایت کازوسا، ولایت هیتاچی و ولایت شیموسا از طریق زمین‌داری دارای ثروت زیادی شده بودند و برای حفظ امنیت و قدرت خود یک گروه سامورایی را تشکیل دادند.
وی سرخاندان یک شاخه از خاندان تایرا، خاندان ایسه‌هی یا «هیتاچی هیشی» (اچیکو هیشی) بود.
تایرا نو کونیکا از اجداد تایرا نو کیوموری است.